# Mikałaj Szkialonak
Mikałaj Szkialonak, biał. Мікалай Шкялёнак (ur. w 1899 w Piekocinie w powiecie dziśnieńskim w guberni wileńskiej, zm. w 1946 lub 1947 prawdopodobnie w Mińsku) – białoruski emigracyjny publicysta i pisarz historyczny, dziennikarz i polityk narodowy, wiceprzewodniczący Białoruskiej Centralnej Rady w latach 1943–1944

## Życiorys
W 1932 r. ukończył prawo na Uniwersytecie Stefana Batorego w Wilnie. Podczas studiów był jednym z twórców i przywódców białoruskiej organizacji studenckiej „Скарынія”. Redagował jej pismo „Студэнцкая думка”. Kierował też sportowym oddziałem Stowarzyszenia Białoruskich Organizacji Studenckich z siedzibą w Pradze. Pracował jako adwokat w Wilnie. Od 1934 r. zasiadał w kierownictwie Białoruskiego Instytutu Gospodarki i Kultury. W 1935 r. wszedł w skład prezydium Białoruskiego Komitetu Narodowego w Wilnie. W 1936 r. związał się z grupą polityczną o charakterze chadecko-narodowym skupioną wokół księdza Wincenta Hadleŭskiego, współtworząc Białoruski Front Narodowy. Pracował w redakcji jego organu prasowego „Беларускі фронт”. Był autorem artykułów i książek dotyczących historii Białorusi. Odbył służbę wojskową w Wojsku Polskim. W czerwcu 1940 r. wraz z ks. W. Hadleŭskim przybył do Warszawy, a stamtąd został skierowany do Berlina, gdzie wszedł w skład redakcji pisma „Раніца” (od marca 1942 r. był jej głównym redaktorem). Publikował w nim swoje artykuły. Od lata 1940 r. stał na czele berlińskiego Białoruskiego Komitetu Samopomocy. W czerwcu 1941 r. wszedł w skład kierownictwa Białoruskiego Centrum Narodowego. Na początku 1943 r. przyjechał do okupowanego Mińska, gdzie został I wiceprzewodniczącym kolaboracyjnej Białoruskiej Centralnej Rady (BCR). Jednocześnie kierował jej oddziałem propagandy i prasy. Redagował też pismo „Беларуская газэта” i biuletyn „Беларуская карэспандэнцыя”. W końcu czerwca 1944 r. współorganizował i uczestniczył w II Wszechbiałoruskim Kongresie w Mińsku. Wygłosił wykład pt. „Аб прызнаньні за няважныя пастановы ўраду СССР і былой Польшчы, якія датычацца Беларусі, яе тэрыторыі і народу”. Krótko przed zajęciem miasta przez Armię Czerwoną wyjechał do Berlina, gdzie kontynuował działalność w BCR jako II sekretarz. Nawiązał kontakt z kierownictwem konspiracyjnej Białoruskiej Partii Niepodległościowej. W marcu 1945 r. wraz z grupą Białorusinów przyjechał na ziemie polskie w celu przedostania się na Białoruś i walki z Sowietami. Został jednak schwytany i aresztowany przez NKWD, po czym przewieziony do Mińska, gdzie był sądzony i skazany na karę śmierci przez powieszenie.

## Utwory
- „У трохсотыя ўгодкі смерці Вялікага канцлера Льва Сапегі” (1933)
- „Падзел гісторыі Беларусі на перыяды” (1938)
- „Тэрыторыя Беларусі і яе дагістарычнае насельніцтва” (1938)
- „Уводзіны да вывучэння гісторыі Беларусі” (1938)
- „Сінтэз беларускай гісторыі” (1938)
- „Аб "тутэйшых” (1939)
- „Культурнае рабства” (1939)